# Thomas Commeraw
Thomas W. Commeraw, né vers 1772 et mort en 1823, également connu à tort sous le nom de Thomas H. Commereau, est un potier et homme d'affaires afro-américain du début du XIXe siècle.

## Biographie

### Identité
Une exposition des premières poteries américaines en 1931 présente une Commeraw Stoneware Jug. Bien que le catalogue ne reflète pas encore l'orthographe erronée de « Commereau » qui devient populaire dans les catalogues de poterie ultérieurs, tels que l'important dossier de William C. Ketchum Jr. sur les potiers de New York, il ne mentionne pas non plus l'appartenance ethnique de Commeraw, laissant le lecteur supposer qu'il est un Américain d'ascendance européenne, comme le reste des potiers documentés dans le catalogue. La faute d'orthographe « Commereau », trouvée copiée dans les archives du musée des Beaux-Arts de Winterthour et de nombreuses autres institutions, provient probablement d'un recensement de 1800 qui mentionne un « Commeraw / a Black/ » vivant dans le septième ward de New York. L'écriture cursive pourrait facilement être mal interprétée comme « Commereau », ce qui incite une série d'auteurs et de musées à assumer d'abord une identité franco-africaine, puis une identité française, car les sources les plus récentes se référaient aux livres précédents et perdent le référent original du recensement. Avec le seul nom français de Commereau, il est logique que les musées assument une identité européenne pour un potier qui travaille dans un style européen. Cette simple faute d'orthographe a façonné la façon dont Commeraw a été interprété et compris pendant des décennies.

### Carrière
Commeraw est en fait un céramiste afro-américain produisant de la céramique au début du XIXe siècle à New York ; il travaille entre 1797 et 1819.
Comme beaucoup de ses contemporains, il naît esclave puis est affranchi en 1779, alors qu'il a environ sept ans.
Il exploite une entreprise de céramique sur le front de mer du Lower East Side, sur Corlears Hook. Son travail est connu pour ses glands, pétoncles et pétales peints en bleu. Les pièces de Commeraw ont de nombreuses utilisations, notamment la conservation de produits tels que des huîtres, des fruits en conserve et de l'alcool.
En 1819, Cornelius I. Bogert poursuit avec succès Thomas Commeraw et sa deuxième épouse Ann (sa première épouse Mary étant décédée de la dysenterie en 1813) devant la New York Court of Chancery (en), le prédécesseur de la Cour suprême de l'État. Dans une série d'articles parus dans l'Evening Post en juin de la même année, le tribunal annonce la vente aux enchères de deux lots de terrains appartenant à Commeraw, entre Cherry Street (en) et Lombardy Street, où se trouvent son four à poterie et son entreprise.
En 1820, il quitte les États-Unis pour voyager avec l'American Colonization Society en Sierra Leone,,. Dans la nouvelle colonie, Commeraw est un leader, écrivant des lettres à la société pour rendre compte de l'état du projet. L'une de ces lettres est publiée dans The National Advocate en 1820. La lettre décrit la Sierra Leone comme riche et fertile et finalement pleine d'espoir pour la colonie naissante. Néanmoins, la société maintient le contrôle sur la colonie, ce qui lui retire certaines de ses libertés. Ils forcent Commeraw et ses camarades à déménager en 1821, pensant que le gouvernement britannique pourrait tenter de prendre le site précédent, composé de terres agricoles précieuses, loin des colons vulnérables. Commeraw perd sa femme pendant le voyage, une perte dévastatrice pour un homme avec trois jeunes enfants. Cette année-là, Commeraw écrit une autre lettre à la société, dans laquelle il désespère du projet et craint pour l'état moral de ses enfants. Il part rapidement, retournant aux États-Unis après seulement deux ans à l'étranger.

## Style
Le travail de Commeraw est dans un style allemand de grès apporté à New York par les familles Crolius et Remmey. Johan Willem Crolius arrive à New York en provenance d'une petite ville près du Westerwald, le centre de la production allemande de grès au XVIIIe siècle. Johannes Remmey est originaire de la même région et ils épousent des sœurs, formant une famille interconnectée de potiers qui domine la production de grès à New York pendant des décennies. Cette famille établit le premier four à poterie sur Pottbaker's Hill à New York. Ils y poursuivent la tradition allemande du grès de leur pays d'origine, créant des œuvres avec une glaçure au sel, une peinture au bleu de cobalt et des détails floraux incisés, tout comme Commeraw le fera plus tard. Le four à poterie de Colius est à moins de vingt minutes à pied du marché aux esclaves de New York, fournissant à Colius une source potentielle de main-d'œuvre bon marché pour son atelier. Crolius a au moins cinq esclaves au moment de sa mort, mais peut-être en avait-il beaucoup plus. Certains de ces esclaves auraient été utilisés comme main-d'œuvre dans le secteur de la poterie, formés au style de poterie allemand pour lequel la famille Remmey-Crolius est connue. Il est alors courant pour les entrepreneurs blancs d'utiliser des esclaves comme apprentis. Les esclaves formés à une fonction commerciale cruciale ont souvent plus de valeur que leurs homologues non formés et ne sont pas échangés et vendus aussi fréquemment.
Beaucoup de ses œuvres sont inscrites avec un lieu, soit N*York (abréviation de New York) ou Corlear's Hook, le quartier de New York où elles sont créées.

## Héritage

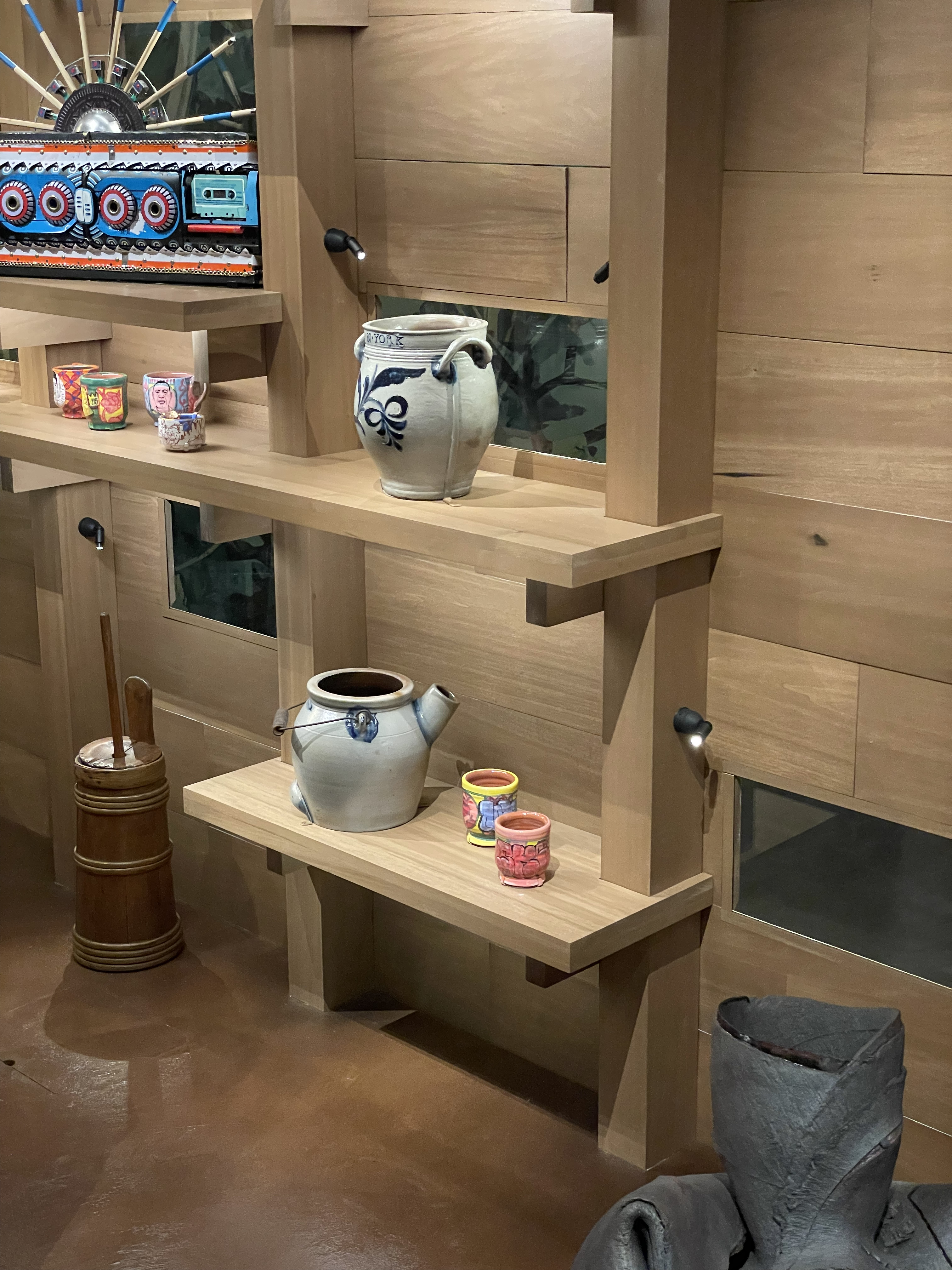
Poterie de Thomas Commeraw (en haut) à l'exposition Before Yesterday We Could Fly du Metropolitan Museum of Art en 2022.

Des exemples du travail de Commeraw sont également collectés par le Metropolitan Museum of Art et le musée national d'histoire américaine,. Beaucoup plus de ses bocaux sont vendus entre collectionneurs privés sur le marché des antiquités. 23 pots attribués à Commeraw sont vendus par la maison de vente aux enchères de poterie Crocker's Farm entre 2009 et 2017. Parmi ceux-ci, seuls cinq n'affichent pas la marque du fabricant de Commeraw. Trois de ces cinq sont dans le style de Commeraw, avec le motif floral incisé caractéristique de ses premiers travaux. Les deux autres sont des bocaux à huîtres fabriqués pour Dave Johnson, un marchand afro-américain. Les pièces marquées par Commeraw comme les siennes sont pour la plupart en forme de pot de stockage.
Les œuvres de Commeraw se trouvent désormais dans diverses collections : Metropolitan Museum of Art, Brooklyn Museum, musée national d'histoire américaine, musée des Beaux-Arts de Winterthour, New-York Historical Society, Grolier Club (en), musée d'Art de Baltimore et New York City Archaeological Repository (Commission de conservation des monuments de la ville de New York).
En 2022, le travail de Commeraw est inclus dans l'exposition Before Yesterday We Could Fly (en) au Metropolitan Museum of Art. En 2023, Commeraw fait l'objet de Crafting Freedom, la première exposition personnelle qui lui est consacrée, à la New-York Historical Society.